# Sauvez Willy 4 : Le Repaire des pirates
Série Sauvez Willy
Sauvez Willy 3
(1997)
Pour plus de détails, voir Fiche technique et Distribution.
Sauvez Willy 4 : Le Repaire des pirates ou Mon ami Willy : Cap sur la liberté au Québec (Free Willy: Escape from Pirate's Cove) est un film américain réalisé par Will Geiger et sorti directement en DVD en 2010. C'est le 4e volet de la série de films Sauvez Willy mais il n'a aucun lien avec les trois précédents films.

## Synopsis
Kirra Cooper se voit contre son gré obligée de quitter l'Australie pour rejoindre son grand-père en Afrique du Sud. Là-bas, elle découvre un bébé orque, échoué dans un lagon proche du parc d’attraction de son grand-père. Elle le nomme « Willy » et décide d’aider l'orque à retrouver son groupe. Cependant, un rival de son grand-père veut capturer l'animal pour en faire un spectacle très lucratif dans son parc concurrent.

## Fiche technique
Sauf indication contraire, les informations mentionnées dans cette section peuvent être confirmées par la base de données cinématographiques IMDb,  présente dans la section « Liens externes ».
- Titre original : Free Willy: Escape from Pirate's Cove
- Titre français : Sauvez Willy 4 : Le Repaire des pirates
- Titre québécois : Mon ami Willy : Cap sur la liberté
- Réalisation : Will Geiger
- Scénario : Will Geiger, d'après une histoire de Cindy McCreery et les personnages créés par Keith Walker
- Direction artistique : Hamish Whitecross
- Décors : Michael Berg et Mike Berg
- Costumes : Darion Hing
- Photographie : Robert Malpage
- Montage : Sabrina Plisco
- Musique : Enis Rotthoff
- Production : Laura Lodin et John Stainton

Coproducteurs : Jörg Westerkamp
Producteur délégué : Chris Miller
- Sociétés de production : ApolloMovie Beteiligungs et Film Afrika Worldwide
- Sociétés de distribution : Warner Premiere / Warner Home Video
- Pays de production :  États-Unis
- Langue originale : anglais
- Genre : aventure
- Durée : 97 minutes
- Dates de sortie en vidéo[1] : 
  - États-Unis : 23 mars 2010
  - France : 23 juin 2010

## Distribution
- Bindi Irwin (VF : Clara Quilichini) : Kirra
- Beau Bridges (VF : José Luccioni) : Gus Grisby
- Bongolethu Mbutuma (en) (VF : Christophe Peyroux) : Mansa
- Siyabulela Ramba (VF : Abraham Rist) : Sifiso
- Stephen Jennings (VF : Gilles Morvan) : Rolf V. D. Woods
- Matthew Roberts : Blikkie
- Heima Jaffa : Jayce
- Kevin Otto (VF : Jean-Pierre Michaël) : Dr Sam Cooper, le père de Kirra.
- Louw Venter (en) : Diff
- Darron Meyer : le docteur
- Getmore Sithole (en) : l'oncle Rudy

 Source et légende : version française (VF) sur RS Doublage et carton du doublage français.